# Vechea gardă (film)
Vechea gardă (în engleză The Old Guard) este un film american cu supereroi din 2020 regizat de Gina Prince-Bythewood, cu un scenariu scris de Greg Rucka, bazat pe cartea de benzi desenate cu același nume. În rolurile principale sunt Charlize Theron, KiKi Layne, Matthias Schoenaerts, Marwan Kenzari, Luca Marinelli și Chiwetel Ejiofor.
Vechea gardă a fost lansat pe 10 iulie 2020 pe Netflix, primind recenzii în general pozitive din partea criticilor.

## Distribuție
- Charlize Theron - Andy / Andromaca din Scitia
- KiKi Layne - Nile Freeman
- Matthias Schoenaerts - Booker / Sebastian Le Livre
- Marwan Kenzari - Joe / Yusuf Al-Kaysani
- Luca Marinelli - Nicky / Nicolo di Genova
- Chiwetel Ejiofor - Copley
- Harry Melling - Merrick
- Veronica Ngo - Quynh
- Anamaria Marinca - Dr. Meta Kozak
- Joey Ansah - Keane

## Producție

### Dezvoltare
În martie 2017, Skydance Media a cumpărat drepturile de adaptare ca film a benzii desenate The Old Guard, scris de Greg Rucka și ilustrat de Leandro Fernandez. În iulie 2018, au angajat-o pe Gina Prince-Bythewood pentru a regiza filmul, Rucka adaptând banda desenată în scenariu și pe producătorii lui David Ellison, Dana Goldberg și Don Granger de Skydance. În martie 2019, Netflix a preluat drepturile la nivel mondial asupra filmului și a acceptat să-l finanțeze alături de Skydance. Charlize Theron s-a alăturat filmului și l-a produs alături de Beth Kono, A.J. Dix, Marc Evans și David Ellison de la Skydance, Dana Goldberg și Don Granger.

### Distribuția
KiKi Layne a fost confirmată că va juca în film după ce Netflix a preluat drepturile. În mai 2019, Marwan Kenzari, Matthias Schoenaerts și Luca Marinelli s-au alăturat distribuției filmului. În iunie 2019, Chiwetel Ejiofor, Harry Melling și Veronica Ngo s-au alăturat distribuției filmului.

### Filmările
Filmările principale ale filmului au început în Europa la mijlocul lunii mai 2019. Filmările au avut loc în Maroc, Marea Britanie și la Shepperton Studios din Anglia.

## Lansare
Filmul a fost lansat pe 10 iulie 2020 pe Netflix.

## Primire
Pe site-ul agregatorului de recenzii Rotten Tomatoes, filmul are un rating de 79% pe baza a 106 recenzii, cu o medie ponderată de 6,56/10. Consensul criticilor site-ului se arată: „The Old Guard este restricționat ocazional prin convenții de gen, dar regizorul Gina Prince-Bythewood aduce o viziune sofisticată genului super-erou - și câteva secvențe de acțiune ale lui Charlize Theron.” Pe Metacritic, filmul are un scor mediu ponderat de 70 din 100, bazat pe 35 de recenzii, indicând „recenzii în general favorabile”.